# Karl Pilling
Karl Pilling (* 7. Oktober 1863 in Gößnitz, Sachsen-Altenburg; † 18. Mai 1930 in Jena) war ein deutscher Altphilologe und Gymnasiallehrer.
Karl Pilling besuchte das Friedrichsgymnasium in Altenburg und studierte anschließend ab 1882 in Jena, Berlin und Halle, wo er 1886 promoviert wurde. Während seines Studiums wurde er 1882 Mitglied der Burschenschaft Teutonia Jena. 1887 legte er die Lehramtsprüfung ab und leistete sein Probejahr 1887/1888 am Domgymnasium in Naumburg ab, wo er anschließend auch als Lehrer angestellt wurde. 1918 wechselte er an das Domgymnasium in Merseburg, dessen Direktor er wurde. Zum 1. April 1929 trat er in den Ruhestand.
Wie zahlreiche andere Gymnasiallehrer seiner Zeit publizierte er neben seiner Lehrtätigkeit und trug Artikel für Wilhelm Heinrich Roschers Ausführliches Lexikon der griechischen und römischen Mythologie bei.

## Veröffentlichungen (Auswahl)
- Quomodo Telephi fabulam et scriptores et artifices veteres tractaverint. Halle 1886 (= Dissertation).
- Zur Heraklidensage. Naumburg 1890.
- Pergamenische Kulte. Naumburg 1903.
- Der Übergang der Merseburger Stiftsschule in das preußische Schulsystem 1815–1830. In: Zur Feier des dreihundertfünfzigjährigen Bestehens des Domgymnasiums zu Merseburg 1925. Merseburg 1925; S. [1]–12.